# NBA TV
NBA TV è una rete televisiva dedicata alla pallacanestro negli Stati Uniti. La rete è finanziata dalla National Basketball Association, che utilizza NBA TV anche per pubblicizzare i suoi programmi in pay per view. Come The Golf Channel, Tennis Channel, NHL Channel e NFL Network, NBA TV dedica tutta la sua programmazione allo sport a cui prende riferimento.

## Primi anni
Nata nel 1999 con il nome di nba.com tv, il canale, che ha gli studios a Secaucus, New Jersey, cominciò il 28 giugno 2003 un accordo pluriennale con le compagnie televisive americane Cox Communications, Cablevisión e Time Warner, che consentì alla rete di espandersi nelle case di 45 milioni di americani e in 30 Paesi.

## Programmazione
NBA TV ogni giorno offre notizie sulla pallacanestro, parla dello stile di vita dei giocatori, discute sulle squadre NBA, trasmette famose partite del passato e, 4 volte alla settimana, manda in onda una partita NBA.
Il canale trasmette inoltre partite internazionali, di solito il sabato sera, come quelle dell'Eurolega. Nell'aprile 2005 trasmise per la prima volta le finali della federazione di pallacanestro cinese.

## Programmi NBA TV
- NBA Access with Ahmad Rashād
- Basketball International
- Books and Basketball
- FIBA World Basketball
- Making the Call With Ronnie Nunn
- NBA Action
- NBA FIT
- NBA TV Daily
- NBA TV Fantasy Hoops
- NBA TV GameNight
- NBA TV Hardwood Classics/Greatest Games
- NBA TV News in Review
- NBA Stories
- NBA Vault
- The Run
- This Week in the D-League
- Tuesday Night With Ahmad
- NBA 360

## Personalità
I giornalisti di NBA TV sono Andre Aldridge, Alaa Abdelnaby, Rick Kamla, Fred "Mad Dog" Carter, il membro della Basketball Hall of Fame Gail Goodrich, Ron Burke, Bruce Beck e Frank Isola. Spero Dedes lasciò NBA TV per diventare lo speaker dei Los Angeles Lakers.

## Presenza internazionale
Nel 2008 NBA TV è trasmessa in più di 40 Paesi attraverso i seguenti partner:
- Hong Kong Cable (Hong Kong)
- Canalsat (Francia)
- Basketball TV (Filippine)
- NTV (Turchia)
- Raptors NBA TV (Canada)
- NTV Plus (Russia)
- Sport+ (Grecia)
- Al Jazeera Sport (Medio Oriente)
- Cablevisión (Argentina)